# Aïn Hessania
Aïn Hessania (em árabe: هواري بومدين) é uma cidade e comuna localizada na província de Guelma, Argélia. De acordo com o censo de 2008, a população total da cidade era de 7 114 habitantes.